# Festuca achtarovii
Festuca achtarovii är en gräsart som beskrevs av Velchev och P.Vassil. Festuca achtarovii ingår i släktet svinglar, och familjen gräs. Inga underarter finns listade i Catalogue of Life.